# Guy Georges

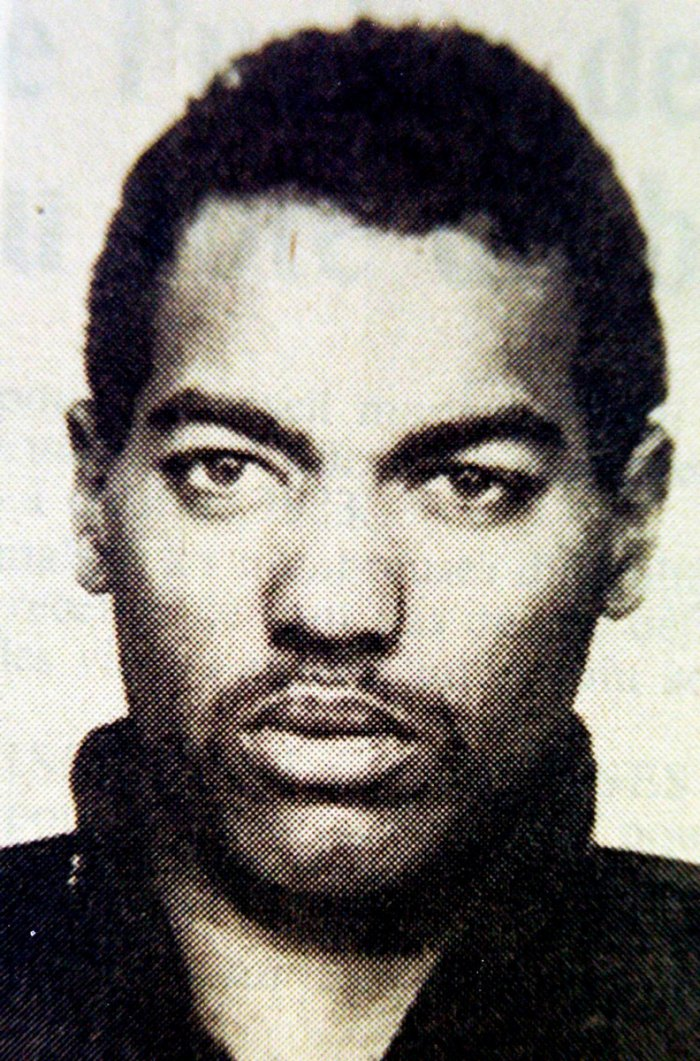
Guy Georges

Guy Georges (* 15. Oktober 1962 in Vitry-le-François als Guy Rampillon) ist ein französischer Serienmörder und Serienvergewaltiger.

## Biografie
Guy Georges hat zwischen 1991 und 1997 mindestens fünf junge Frauen in ihren Wohnungen und zwei weitere in Parkhäusern gefoltert, vergewaltigt und anschließend getötet, sowie andere Übergriffe an Frauen begangen oder versucht. Da die Morde in der Nähe der Bastille geschahen, wurde er in der Presse als „La bête de la Bastille“ (Die Bestie der Bastille) bezeichnet. Nach der größten Fahndung der französischen Kriminalgeschichte konnte er im März 1998 in Montmartre festgenommen und anhand von DNA-Spuren der Morde überführt werden. Im April 2001 wurde er zu lebenslanger Haft verurteilt. Er wird verdächtigt, noch drei weitere Morde begangen zu haben. Seine Strafe verbüßt er im Gefängnis Ensisheim, seit März 2020 hat er einen Anspruch auf Bewährung.

## Verbrechen
- 1979 versuchte Strangulation von Pascale C. (Pflegeschwester)[3]
- Mai 1980 Angriff auf Jocelyne S. und Roselyne C., mit Stichverletzung im Gesicht (erste Verurteilung von einem Jahr)[3]
- 1981 erste Vergewaltigung und Messerangriff auf Nathalie C., sie hat den Angriff überlebt.[3]
- 1982 Angriff auf Violette K., sie konnte fliehen. (Verurteilung zu 18 Monaten Gefängnis)[3]
- Februar 1984 Angriff auf Pascale N. (Messerangriff und Vergewaltigung), sie überlebte und konnte die Polizei informieren (Verurteilung zu 10 Jahren Gefängnis)[3]

## Mordopfer
- 24. Januar 1991 – Pascale Escarfail, 19 (erstes Mordopfer, verübt von Guy Georges während des Freigangs seiner 10-jährigen Haftstrafe)[3]
- 7. Januar 1994 – Catherine Rocher, 27
- 8. November 1994 – Elsa Benady, 22
- 9. Dezember 1994 – Agnes Nijkamp, 32
- 8. Juli 1995 – Hélène Frinking, 27
- 23. September 1997 – Magalie Sirotti, 19
- 16. November 1997 – Estelle Magd, 25

## Mediale Rezeption
- Dokumentation im ZDF: Erbarmungslos: Guy Georges – Die dunklen Gassen von Paris[4]
- Im August 2021 startete auf Netflix die Dokumentarfilm Die Frauen und der Mörder[5]
- Französische Dokumentarserie Indices (deutsche Fassung Täterjagd), Staffel 4, Folge 37